# 倪六
倪六，是台灣卑南族知本部落傳說中的人物，原為頭目家族的成員，後來和阿美族的女性結婚並建立了Varios家。

## 簡述
對於倪六的身世，傳說中並沒有說得很清楚，只知道他是知本部落的頭目家族馬法溜家（Mavario）的其中一位成員，並且跟傳說中擁有眼睛發光異能的卡拉比阿特是朋友，很多時候都會幫忙他，例如想辦法從荷蘭人那裡追回被擄走的卡拉比阿特的兄弟卡婁卡勒。

## 傳說

### 和荷蘭人談判
傳說中卡婁卡勒的身上有許多神奇的紋身，因此被荷蘭人綁架帶走，而倪六跟著卡拉比阿特去找荷蘭人談判，結果因故談判破裂，混亂中一名荷蘭士兵以斧頭朝他攻擊，但因為斧頭鬆脫而砍死自己。

### 結婚

#### 背景
據說過去知本部落裡有一對叫Tiptipan（女）和Aporo（男）的夫妻，他們在生下第二胎後，便請一個少年來幫忙照顧孩子，然而Tiptipan卻因為和少年日久生情而懷孕，得知情況的Aporo憤而帶著大兒子出走前往北方，一路走到今花蓮港以北，結果被當地的阿美族人打死、割下他的頭並作為祭典的祭品。

#### 討伐
知本部落的族人發現Aporo失去音訊後，便由卡拉比阿特、倪六和南王部落的魯艾（Loai）前去調查，結果剛好看到阿美族人繞著Aporo的頭跳舞的場景，他們憤而發動襲擊，由魯艾將阿美族人的耳朵砍下、倪六負責將他們的喉嚨砍斷，並且和卡拉比阿特一同將逃竄的阿美族趕盡殺絕，並且俘虜了一個名叫拉拉燕（Lalajan）的年輕女孩。但在他們回到部落之後，阿美族人又來到南方獵頭，被襲擊的魯艾從背後被刺了一根長矛，並且最後死在南王部落的北方，在要求族人把自己葬在部落南方的故鄉後死去，也因為這樣，魯艾和Aporo的名字都變成女孩子的名字。

#### 建立新家
後來，倪六和拉拉燕結婚，並且從原本的馬法溜家脫離建立新家族，以曾經與自己敵對的人命名為Varios，兩人育有菈里蓋（Lalingai）和亞寧（Anin），其中菈里蓋繼承了家族，而亞寧則跟著西哈西浩的孫女西奈漢（Sinaihan）和摩阿蓋（Muakai）建立利嘉部落（Likavung/Rikavon，位於今台東縣卑南鄉）。

## 現代研究

### 年代
學者根據上述傳說及倪六、卡婁卡勒等人的生存年代，判斷利嘉部落建立的時間約為1600年之後的數十年間。

### 其他
在阿美族太巴塱部落的傳說中，也有少女莎娃被南王部落的族人擄走，並且造成兩族交戰的傳說，雖然無法確定她和拉拉燕是否出於同源，但可以確定的是，卑南族和阿美族在十六、七世紀時仍處於長期敵對和交戰的狀態中。